# Онохой-Шибирь
Онохо́й-Шиби́рь (бур. Нохой Шэбэр) — улус в Заиграевском районе Бурятии. Входит в городское поселение «Посёлок Онохой».

## География
Расположен в межгорной лощине ручьёв Онохой (правый приток Уды) в южных отрогах хребта Улан-Бургасы, к северу — в 4 км от региональной автодороги Р436 Улан-Удэ — Романовка — Чита, в 6,5 км от села Старый Онохой и в 9 км от посёлка городского типа Онохой. В 2 км к северу от села находится детский оздоровительный лагерь «Дружба».

## История
В октябре 2014 года сельское поселение «Старо-Онохойское», в том числе улус Онохой-Шибирь, включено в городское поселение «Посёлок Онохой».

## Население
| 2002 | 2010 |
| ---- | ---- |
| 139  | ↘105 |

## Инфраструктура и экономика
Сельский клуб, крестьянско-фермерские хозяйства, лесозаготовки, детский оздоровительный лагерь «Дружба».